# Riesenkreuzspinne
Die Riesenkreuzspinne (Araneus grossus) ist eine Spinnenart aus der Familie der Echten Radnetzspinnen (Araneidae). Die Art zählt zu den größten Radnetzspinnen Europas. Das Verbreitungsgebiet reicht von Süd- und Südosteuropa bis Zentralasien.  

## Beschreibung
Riesenkreuzspinnen sind noch deutlich größer und kräftiger als die in Mitteleuropa heimische Gartenkreuzspinne. Weibchen haben eine Körperlänge von 15 bis 23 mm; das Männchen erreicht etwa 11 mm.
Bei beiden Geschlechtern ist der Vorderkörper (Prosoma) braun mit hellerem Rand. Die gelbliche Augenumgebung ist dicht hell behaart. Das Sternum ist gelblich braun und dunkel gerandet. Die Beine sind braun und undeutlich dunkel geringelt. Der Hinterleib (Opisthosoma) ist oberseits an den beiden Vorderecken deutlich aufgewölbt. Er zeigt dorsal auf hellbraunem Grund hinten eine dunkelbraune Blattzeichnung, auf der Vorderkante mittig einen großen, dunkelbraunen, fast kreisförmigen Fleck, der weißlich begrenzt und dunkler braun umschlossen ist. Hierdurch entsteht eine auffallende Ringzeichnung.

## Verbreitung und Lebensraum
Die Verbreitung der Riesenkreuzspinne ist auf die Paläarktis beschränkt und reicht von Süd- und Südosteuropa bis Zentralasien. In Portugal wurde sie bisher nur ein Mal nachgewiesen. Die Art erreicht im südöstlichen Mitteleuropa ihre nördliche Verbreitungsgrenze. In der Schweiz fehlt sie, aus Deutschland liegt nur ein Nachweis vom Kaiserstuhl vor, der jedoch möglicherweise auf Windverdriftung zurückzuführen ist. In Österreich bestehen zwei Vorkommen im Bundesland Kärnten in den östlichen Gailtaler Alpen und in den Karawanken. Auch aus Ungarn ist die Art nur von wenigen Stellen im Karpatenbogen bekannt.
Der Lebensraum dieser Spinne sind wärmeexponierte Kraut- und Staudenfluren, in Kärnten bewohnt die Art xerotherme (trockenwarme) Felssteppen in 680 bis 790 m Höhe.